# Avenida Perito Moreno
La Avenida Perito Moreno es una arteria vial de la Ciudad de Buenos Aires. Comienza en el barrio de Nueva Pompeya en la avenida Amancio Alcorta y finaliza en la AU Dellepiane en Flores continuando como la Au Perito Moreno.

## Historia
La avenida Perito Moreno era anteriormente un ramal del Ferrocarril Del Oeste que iba por las calles: Sánchez de loria, Oruro, Deán Funes y su continuación Zavaleta hasta la quema de basuras. Luego de llegar a la quema de basuras, doblaba e iba por la avenida Perito Moreno y la autopista Perito Moreno para seguir su recorrido actual. Después de que cierre la quema de basuras y que se levanten las vías, se creó en 1951 la avenida Del Justicialismo. Luego del derrocamiento de Perón en 1955, se le cambió el nombre a Perito Moreno.

## Recorrido
Comienza su recorrido en la Avenida Amancio Alcorta siendo la continuación de la avenida Tomás de Iriarte. Al 700 cruza la Avenida Sáenz, a 100 metros de la Avenida la Plata y la Avenida Almafuerte. Al cruzar la Avenida Francisco Fernández de la Cruz ingresa al barrio de Flores. Acá es adonde se ubica el estadio Pedro Bidegain del Club Atlético San Lorenzo de Almagro (CASLA) y el Barrio Padre Ricciardielli. A partir de la Avenida Varela es el límite entre Villa Soldati y Flores. Luego de cruzar la rotonda de Castañares y Lafuente, ingresa totalmente al barrio de Flores, en el que sigue por 6 cuadras hasta llegar a su cruce con la AU Luis Dellepiane.

## Características
La avenida Perito Moreno es una avenida muy particular por el hecho de que en gran parte de su recorrido no es paralela a ninguna calle de la zona. Es de doble mano en todo su recorrido  y se repavimentó en el 2009. Debe su nombre al geólogo y político Francisco Pascasio Moreno, más conocido como Perito Moreno.